# 야마구치현 제3구
야마구치현 제3구(일본어: 山口県第3区)는 일본의 중의원 선거구이다. 1994년 공직선거법이 개정되면서 신설되었다.

## 지역
- 야마구치시 일부
- 우베시
- 하기시
- 산요오노다시
- 미네시
- 아부군

## 역대 국회의원
- 가와무라 다케오(소속 정당: 자유민주당, 임기: 1996년 ~ 2021년 10월 14일)
- 하야시 요시마사(소속 정당: 자유민주당, 임기: 2021년 11월 3일 ~ 현재)